# Unga Folkteatern
För andra betydelser, se Folkteatern.
Unga Folkteatern är en ideell teaterförening utan vinstintresse knuten till Folkteatern, Göteborg.
Unga Folkteatern är en mötesplats mellan amatörer och professionella har genom åren bland annat satt upp pjäser, anordnat seminarier och workshops. Genom att ställa människor utan koppling till teater i samma rum som vana teaterrävar har deras aktiviteter kännetecknats av en vilja att upptäcka nya sidor av skådespelarkonsten.
Initiativtagare och konstnärlig ledare fram till år 2004 var Kim Lantz, skådespelare på teatern och numera konstnärlig ledare för Folkteatern Besöker. Efter Lantz tillträdde Elisabeth Göransson som konstnärlig ledare för Unga Folkteatern, även hon skådespelare på Folkteatern. Deras medlemmar är professionella skådespelare, nyförlösta amatörer och allt på skalan däremellan. Bland deras tidigare produktioner kan nämnas Stilla Natt i Komarken, Timmarna med Rita, Kvinnornas Decamerone, En handelsresandes död, Hundarna, Bad Girls, Möss och människor, I Stand Before You Naked, La Strada del Amore, Huset som Rut glömde, Sårskorpor och Första varningen. Folkteaterns lilla scen har kommit att bli Unga Folkteaterns hemmascen då deras produktioner nästan uteslutande spelats där.